# Pseudoterpna rectistrigaria
Pseudoterpna rectistrigaria är en fjärilsart som beskrevs av Hans Rebel 1939. Pseudoterpna rectistrigaria ingår i släktet Pseudoterpna och familjen mätare. Inga underarter finns listade.